# Giselle (balet)
Giselle je romantický balet o dvou jednáních na hudbu Adolpha Charlese Adama. Autor libreta Théophile Gautier se inspiroval v knize O Německu Heinricha Heineho, kde básník zmiňuje pověst o dívkách, jež zemřou neprovdány, po smrti se stanou vílami a utancovávají pocestné k smrti.
Premiéra se uskutečnila ve  staré Peletierově operní budově  v Paříži roku 1841. Choreografii navrhl Jules Perrot, v 80. letech doznala úprav od Maria Petipy.

## Děj

### 1. akt
Giselle je venkovská dívka, která ráda tančí. Miluje ji Hilarion, ona má však ráda Albrechta. Albrecht ale není obyčejný vesničan, nýbrž šlechtic. Giselle s Albrechtem tančí, je však brzy unavená, protože má slabé srdce. Hilarion tajně vejde k Albrechtovi do domku a objeví jeho meč, a tak zjistí jeho šlechtický původ. Přichází panstvo, které je v kraji na lovu, aby si ve vesnici odpočinulo. Ve vesnici se slaví svatba. Hilarion oslavy přeruší a dokáže všem, že Albrecht lhal. Giselle nevěří. Hilarion svolá loveckou společnost, šlechtična Bathilda pozná Albrechta, se kterým je zasnoubena. Giselle se zhroutí a zblázní se. Umírá v Albrechtově náručí. 

### 2. akt
V lese u hrobu Giselle se v noci objeví víly v čele s Myrthou. Čekají na Giselle. K dívčinu hrobu přijde Hilarion. Víly ale každého pocestného utancují k smrti a nejinak je tomu i s Hilarionem. Když se objeví Albrecht, má mít stejný osud. Zastane se ho však Giselle a pomůže mu noc přestát. Objevují se první sluneční paprsky, víly nechávají Albrechta a mizí. Giselle se loučí s Albrechtem, musí též odejít a Albrecht zůstává sám u jejího hrobu. 